# Albenga-moskee
De Albenga-moskee is een moskee in de stad Albenga in het noorden van Italië en is het belangrijkste centrum van de islamitische eredienst in de regio Ligurië.
De moskee werd in 2013 ingehuldigd. De lokale islamitische gemeenschap had 300.000 euro had opgehaald die nodig was voor de bouw. De gebedsruimte biedt plaats aan maximaal 2.500 personen.